# Pasternack Big Band

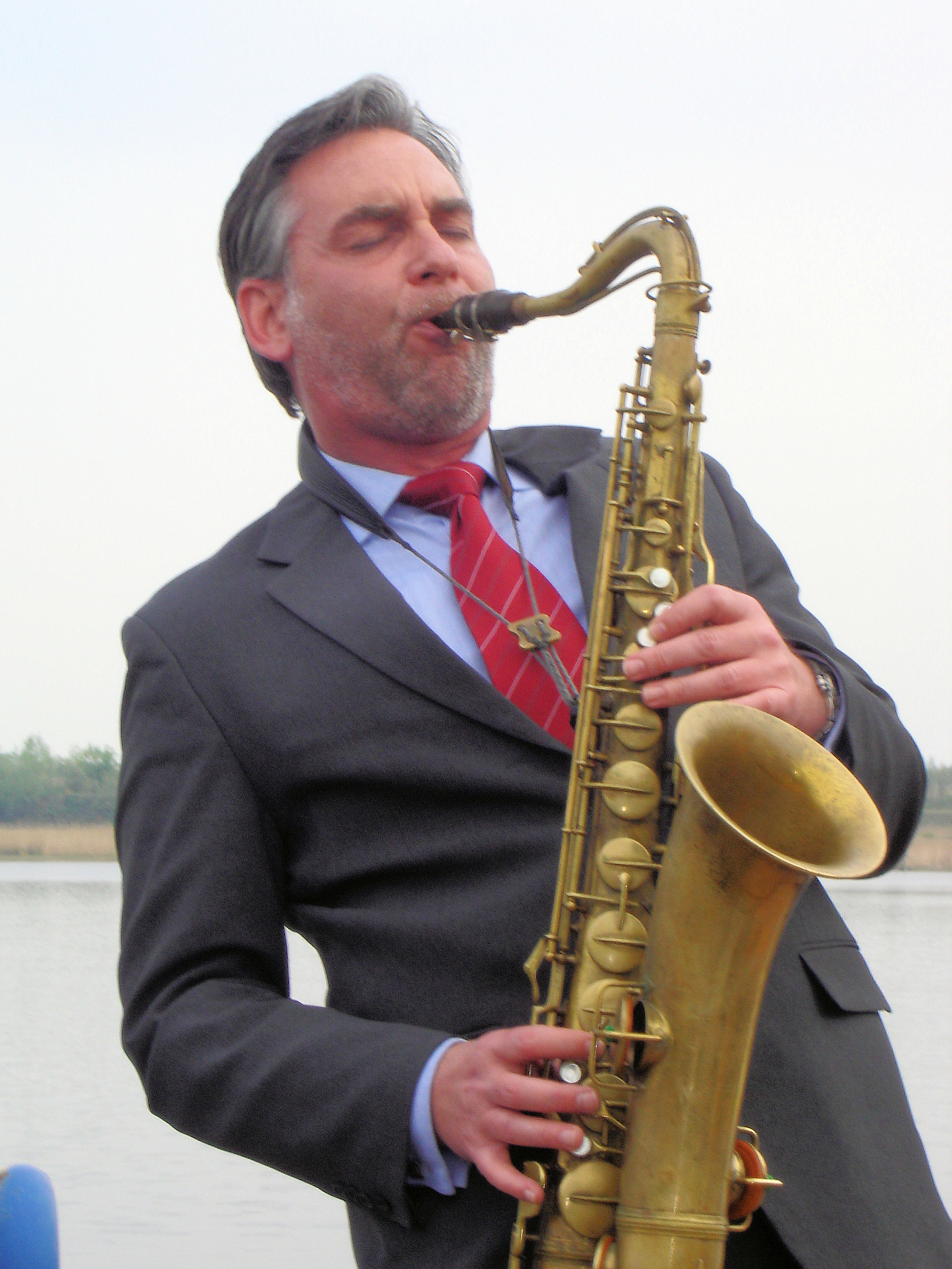
Bandleader Andreas Pasternack

Die Pasternack Big Band entstand 1989 unter dem Namen Ostsee Big Band als Musikschul-Big Band des Rostocker Konservatoriums.
Um seinen Schülern Praxiserfahrung zu vermitteln, gründete der Saxophonist Günter Kaiser die Big Band; er setzte anfänglich Lehrer und Schüler der Popularmusiksparten des Konservatoriums Rudolf Wagner-Régeny in die Big Band ein. Die Dozenten Olaf Scheffler (Schlagzeug) und Andreas Jessat (Kontrabass & E-Bass), sowie die ehemalige Schülerin des Konservatoriums Anke Dittert (Trompete) zählen noch heute zu den Stammspielern der Band. Andere Schüler verließen nach ihrer Musikschulausbildung die Big Band. Um die entstandenen Lücken zu schließen, wurden neben interessierten Schülern auch Profimusiker aus der Tanz- und Unterhaltungsmusik sowie vom Volkstheater Rostock verpflichtet. Damit stieg die Professionalität der Band.
1994 holte Andreas Jessat den Saxophonisten Andreas Pasternack in die Big Band. Dieser übernahm 1999 auf Wunsch von Günter Kaiser die Leitung. Durch sein persönliches Engagement und den Enthusiasmus der Musiker konnte die Ostsee Big Band eine erfolgreiche Konzerttätigkeit mit TV-Auftritten, CD-Einspielung und, was für eine Big Band natürlich an erster Stelle steht, vielen Liveauftritten in Jazzclubs mit namhaften Gästen wie z. B. Uschi Brüning, Bill Ramsey, Günther Fischer und Ernst-Ludwig Petrowsky realisieren. Seit 2007 tritt die Formation als Pasternack Big Band auf. Im selben Jahr erhielt Andreas Pasternack den Kulturpreis der Hansestadt Rostock.
Die Pasternack Big Band ist bei Veranstaltungen wie dem Ostsee Jazz, dem jährlich stattfindenden Jazz Band Ball oder dem Seesternpokal – ein internationales Tanzturnier der Sonderklasse – präsent. Seit nun fast 25 Jahren tritt die Pasternack Big Band regelmäßig einmal im Monat zur Big Band Night im Rostocker Ursprung auf.

## Diskografie
- Bouncin Bubbles
- Christmas Time Is Here (2007)